# Zlaté rouno

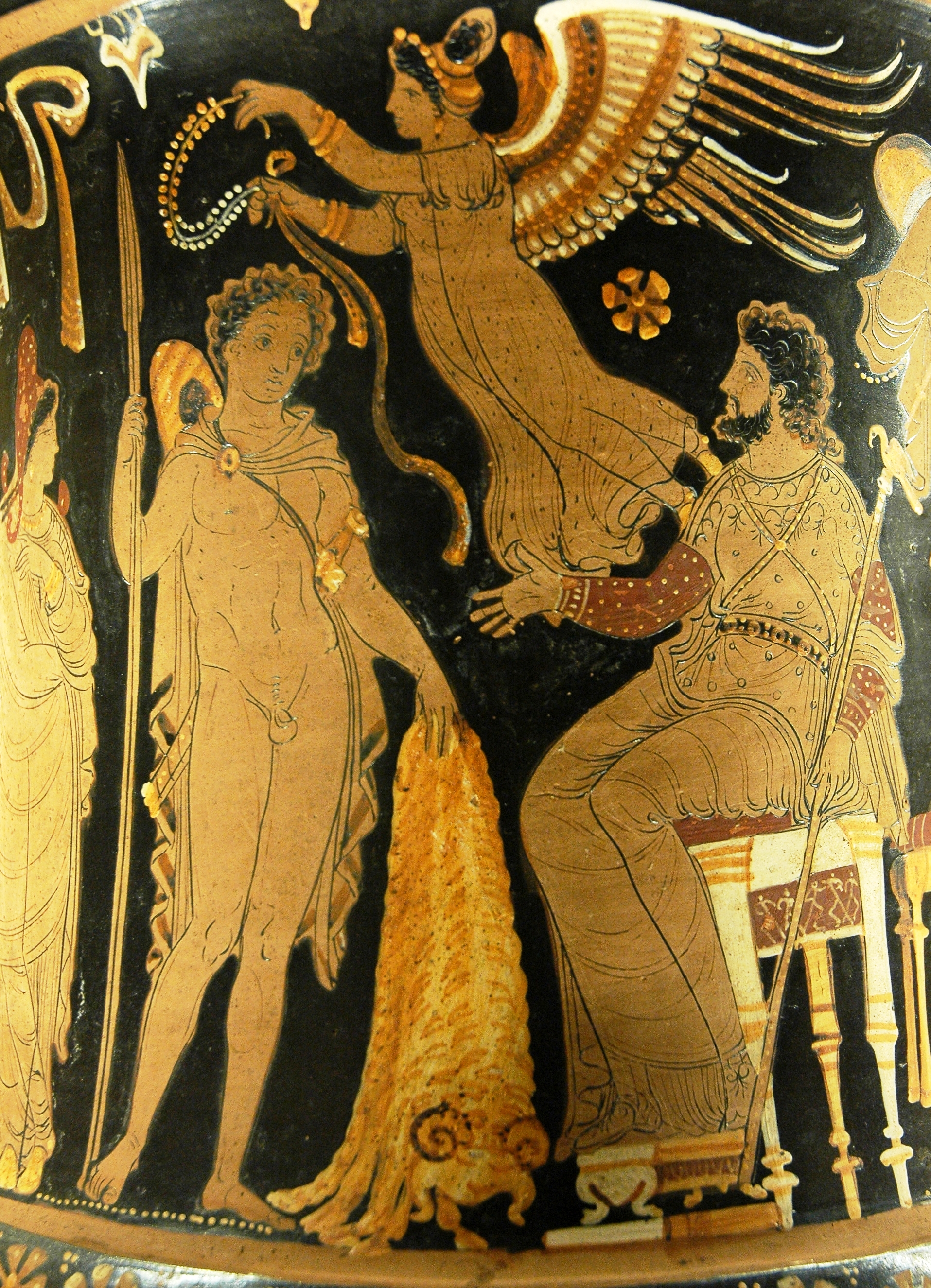
Aisón přináší Peliovi zlaté rouno. Vyobrazení na váze z Apulie, 340–330 př. n. l., která je k vidění v pařížském Louvru

Zlaté rouno (řecky χρυσόμαλλον δέρας, chrysómallon déras) byla kůže s vlnou ze zlatého berana, která se stala symbolem královské moci a později důvodem velké výpravy Argonautů do země Kolchidy. Příběh o rounu a následné výpravě pro něj náleží k nejznámějším řeckým mýtům, jenž se rozšířil po celém antickém světě.

## Děj legendy

### Frixos a zlatý beran
V Orchomenu v Bojótii vládl král Athamás, který měl se svou manželkou Nefelé, bohyní oblaků, dvě děti: Frixa a Hellé. Když později Athamás zapudil Nefelé a oženil se s Ínó, dcerou thébského krále Kadma, nastaly dětem krušné časy. Macecha je nenáviděla a nastrojila úklady tak, že Athamás nakonec souhlasil s tím, aby obě děti byly obětovány a země tak uchráněna před hrozbami neúrody a hladu, který hrozil vypuknout. V poslední chvíli před obětním obřadem se objevil zlatý beran, poslaný matkou Nefelé, posadil si děti na hřbet a odletěl s nimi do daleké Kolchidy (země na východním černomořském pobřeží). Cestou však Hellé spadla do moře a utonula.
Aiétés, kolchidský král, Frixa přijal vlídně a přátelsky. Frixos obětoval zlatého berana bohům za ochranu uprchlíků a zlatou kůži berana věnoval králi. Ten ji dal zlatými hřeby přibít na rozložitý vysoký dub v Areově háji. Dal ji hlídat strašnému draku, který nikdy neusnul, na stráži byli ještě dva býci s kovovými rohy a ohnivými nozdrami. Věštec Aiétovi řekl, že bude žít a kralovat tak dlouho, pokud bude vlastnit zlaté rouno.
Frixos v dospělosti dostal za ženu královskou dceru Chalkiopé, měli čtyři syny. Po Frixově smrti se však k nim jejich děd Aiétés choval natolik zle, že se odhodlali k útěku, chtěli se navrátit do Orchomenu, rodiště svého otce.

### V Iólku
Po mnoha letech se téma zlatého rouna objevilo ve městě Iólku v Thessálii, které založil Krétheus, po něm měl převzít vládu Aisón, ale vlády se zmocnil jeho nevlastní bratr Peliás, úskočný i krutý. Aisón i proto ochránil svého syna Iásona hned po narození, dal ho na vychování kentauru Cheirónovi. Když Iásón dospěl, vrátil se do Iólku a žádal od krále Pelia vrácení moci. Peliás ho neodmítl, ale stanovil si jako podmínku hrdinský čin, nejraději získání zlatého rouna. Iásón tento téměř nesplnitelný úkol přijal. Nechal postavit velkou pevnou loď Argó, získal skvělou posádku složenou z hrdinů, siláků a slavných mužů, bylo jich padesát, pro výpravu Argonautů do Kolchidy pro zlaté rouno.

### Do Kolchidy
Cesta byla dlouhá, nebezpečná, plná nástrah. Nikdo dosud do Kolchidy neplul, takže zkušenost posádky, ale také ochrana a podpora bohů, byly nutné. Všechny příběhy jsou vylíčeny v rozsáhlé báji o Argonautech.
Posádka překonala všechna nebezpečenství a po dlouhé době skutečně doplula do Kolchidy. Cestou do její posádky dokonce přibyli čtyři synové Frixa, kteří byli právě na útěku z Kolchidy. Král Aiétés statečné mořeplavce přijal, vyslechl Iásónovo přání, ale protože neměl v úmyslu zlaté rouno vydat, stanovil si nesplnitelnou podmínku: Iásón musí s býky s kovovýma rohama a plamennými nozdrami zorat pole, zasít dračí zuby a až ze zubů vyrostou vojáci, musí je pobít, to vše v jednom dni. Když úkol splní, zlaté rouno dostane. Jestli ne, plánoval král záhubu všech Řeků. Iásón úkol přijal. Byl odhodlán usilovat o zlaté rouno nejprve po dobrém, nepůjde-li to, byl rozhodnut použít i násilí.
Sám by ho ovšem nesplnil, od začátku měl pomoc bohů, zejména Héry a Athény a hned poté královské dcery Médeii, mocné kouzelnice. Tu zasáhl do srdce šíp boha Eróta a Médeia se z lásky stala Iásonovou největší pomocnicí. Dala mu kouzelnou mast, která způsobila jeho jednodenní nezranitelnost a poradila, jak zdolat válečníky z dračích
zubů. Tak se Iásonovi podařilo splnit úkol.
Aiétés však pojal ihned podezření, a to přímo k některé ze svých dcer. Médeia měla silné výčitky svědomí, že zrazuje svého otce, avšak její láska k Iásonovi byla větší a toužila stát se jeho ženou a odjet s ním do Řecka. Proto se připravili oba k útěku, v posvátném háji pomocí kouzel omámila draka, Iásón sebral rouno, doběhli k lodi a rychle odplouvali. Král Aiétés je marně pronásledoval i se svým synem Apsyrtem, který zradou Médei zahynul mečem Iásonovým.

### Návrat do Iólku
Po návratu král Peliás proradně odmítl předat vládu Iásonovi, za to zaplatil životem. Médeia mu slíbila vrátit mládí, místo toho přiměla jeho dcery, aby mu otevřely žíly a pak nechala Pelia zemřít. Za tuto vraždu Iásón a Médeia byli z Iólku vyhnáni.
O ústředním bodu tohoto příběhu, zlatém rounu, není dále žádné zmínky.

## Původ legendy
Původ legendy o zlatém rounu souvisí pravděpodobně s technikou rýžování zlata, využívající pro odplavení nežádoucích příměsí proud vody. V rýžovacích splavech se pro zachytávání zlatých zrnek upevňují na dno příčky a ovčí kožešiny, nebo jiné překážky na zpomalení pohybu těžkých částic a sedimentaci zrnek zlata. Kožešina se po rýžování vyjmula i se zachyceným zlatem. Odtud „zlaté rouno“. Podle jiných názorů se mohlo jednat o zlatavě zbarvenou kožešinu asijského kopytníka takina čínského.[zdroj⁠?!]